# Mello Nunatak
Mello Nunatak är en nunatak i Antarktis. Den ligger i Östantarktis. Nya Zeeland gör anspråk på området. Toppen på Mello Nunatak är 2 364 meter över havet.
Terrängen runt Mello Nunatak är huvudsakligen platt, men västerut är den kuperad. Trakten är obefolkad. Det finns inga samhällen i närheten.